# Mexcala rufa
Mexcala rufa är en spindelart som beskrevs av George William Peckham och Elizabeth Maria Gifford Peckham 1902. Mexcala rufa ingår i släktet Mexcala och familjen hoppspindlar. Inga underarter finns listade i Catalogue of Life.